# Matt Gaetz
Matthew Louis Gaetz (Hollywood, 7 maggio 1982) è un politico e avvocato statunitense e membro della Camera dei Rappresentanti per lo stato della Florida dal 2017 al 2024.
Esponente del Partito Repubblicano, è considerato un convinto sostenitore della politica di estrema destra e un alleato del presidente eletto Donald Trump.
Il 13 novembre 2024, Trump ha annunciato che avrebbe nominato Gaetz come Procuratore generale degli Stati Uniti. Gaetz si è dimesso dalla Camera dei Rappresentanti poco dopo l'annuncio. La sua nomina ha suscitato sorpresa, allarme e accoglienza negativa da parte di vari repubblicani del Senato. Il 21 novembre Gaetz ha annunciato su X (Twitter) di aver chiesto di ritirare la nomina dicendo che "stava ingiustamente diventando una distrazione dal lavoro critico della transizione Trump/Vance".  

## Biografia
Matthew Louis Gaetz II è nato nel 1982 a Hollywood, in Florida, da Victoria (nata Quertermous) e Don Gaetz, che in seguito divenne un importante politico locale (membro del Senato della Florida dal 2006 al 2016 e presidente del Senato dal 2012 al 2014). Suo nonno, Jerry Gaetz, è stato un politico del Dakota del Nord. È cresciuto vicino a Fort Walton Beach e si è diplomato alla Niceville High School. Si è laureato alla Florida State University nel 2003 con un Bachelor of Science in scienze interdisciplinari e alla William & Mary Law School di Williamsburg, in Virginia, nel 2007 con un Juris Doctor. Gaetz è stato ammesso all'Ordine degli avvocati della Florida il 6 febbraio 2008.
Dopo la laurea, Gaetz ha lavorato presso lo studio legale Keefe, Anchors & Gordon (ora AnchorsGordon) a Fort Walton Beach. Nell'ottobre 2021, l'ordine degli avvocati della Florida ha sospeso Gaetz dall'esercizio della professione forense a causa di onorari non pagati.
La carriera politica di Gaetz comincia nel 2010 quando Ray Sansom si dimette da membro della camera bassa del Parlamento statale della Florida a causa di accuse di corruzione. Gaetz quindi si candida alle elezioni speciali per la sua sostituzione vincendo la prima delle affollate primarie repubblicane con il 43% dei voti e poi le elezioni generali contro il democratico Jon Fernald con il 66% dei voti. Gaetz fu poi rieletto nel 2012 e nel 2014.
Nel 2016 Gaetz, che aveva inizialmente annunciato la volontà di candidarsi per il Senato statale della Florida, rinuncia per candidarsi invece alla Camera dei Rappresentanti per il primo distretto, dopo che Jeff Miller aveva deciso di non ricandidarsi. Il 30 agosto 2016 Gaetz vince le primarie repubblicane con il 35,7% dei voti vincendo poi largamente le elezioni generali dell'8 novembre con il 69,1% dei voti in un collegio saldamente repubblicano.
Nel gennaio 2017, poco dopo il suo insediamento, Gaetz propone un controverso disegno di legge che prevede l'abolizione dell'Agenzia statunitense per la protezione dell'ambiente (EPA), affermando che le piccole imprese americane non possono più permettersi di coprirne i costi, che le sue politiche portano alla disoccupazione e che sarebbe arrivato il momento di riprendersi il potere legislativo sottratto dall'EPA.
La sera del 2 ottobre 2023 presenta una mozione di sfiducia alla Camera dei rappresentanti per rimuovere dall'incarico lo Speaker Kevin McCharthy, criticando pesantemente l'accordo sui finanziamenti che quest'ultimo aveva finalizzato con i Democratici. Il giorno successivo la Camera dei rappresentanti dopo aver respinto la "motion to table", approva la "motion to vacate the chair" con 216 voti a favore e 210 voti contrari la destituzione di McCharthy.
Il 13 novembre 2024 si dimette dalla Camera dopo che Trump lo nomina come prossimo Procuratore Generale nella seconda amministrazione Trump. il 21 dello stesso mese rinuncia all'incarico di Procuratore Generale per la contrarietà di alcuni senatori repubblicani moderati alla sua nomina e per alcuni scandali.

## Posizioni politiche

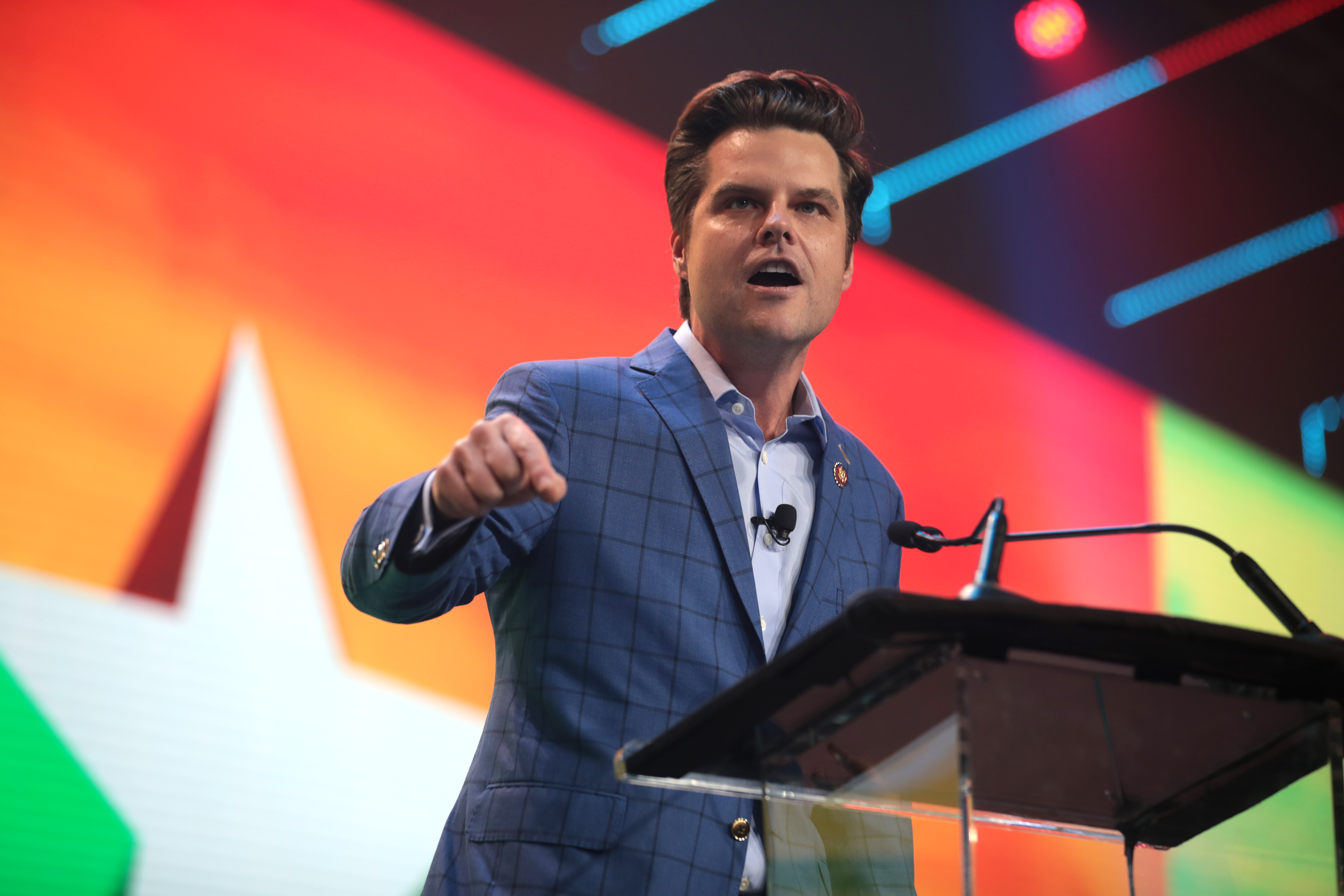
Gaetz parla a un evento a West Palm Beach, in Florida, nel 2020

Gaetz si è autodefinito un "populista libertario". Gli osservatori (di sinistra) hanno descritto le sue opinioni come di estrema destra. Gaetz è stato uno dei primi sostenitori di Donald Trump e del suo appello alla base del Partito Repubblicano, facendo eco ai suoi punti di discussione. In diversi spot pubblicitari durante la sua campagna congressuale del 2016, Gaetz ha promesso di “uccidere i terroristi musulmani e contribuire a costruire il muro di Trump”.
In un episodio del settembre 2022 del podcast War Room di Steve Bannon, Gaetz ha affermato che i repubblicani dovrebbero dare la priorità alle "inchieste di impeachment" contro i democratici "per indagare su di loro e ritenerli responsabili" se i repubblicani vincessero le elezioni della Camera dei rappresentanti degli Stati Uniti del 2022. Ha aggiunto: "Dovrebbero essere innanzitutto le indagini [sui democratici] - [e] la politica, l'elaborazione di progetti di legge, per sostenere i lobbisti e i PAC, come una priorità di gran lunga ridotta".

### Cannabis
Gaetz ha introdotto una legislazione per declassare la cannabis dalla Tabella I alla Tabella III previste della Legge sulle sostanze controllate. Ha anche introdotto una legislazione per allentare le restrizioni federali sulla coltivazione della cannabis a fini di ricerca e ha criticato il governo federale per aver "mentito al popolo americano per una generazione", a suo dire così nascondendo i benefici terapeutici della cannabis. Come esponente della Camera della Florida, ha sponsorizzato un disegno di legge, poi convertito in legge (il Right to Try Act) per ampliare il diritto degli stati federati a sperimentare l'uso medico della cannabis.
Nel novembre 2019 è stato uno dei due soli repubblicani nella commissione giudiziaria della Camera a votare per il "Marijuana Opportunity Reinvestment and Expungement (MORE) Act", che, tra le altre riforme, rimuoverebbe la cannabis dal novero del Controlled Substances Act. È stato anche l'unico repubblicano tra i 55 sponsor del disegno di legge, quando è stato il momento della sua approvazione. Gaetz ha introdotto lo States Act per prevenire l'interferenza federale negli stati che hanno legalizzato la cannabis per scopi medici o ricreativi. Gaetz ha affermato di aver avuto numerose conversazioni con l'allora presidente Donald Trump riguardo alla politica da tenere sulla cannabis.

### Donald Trump

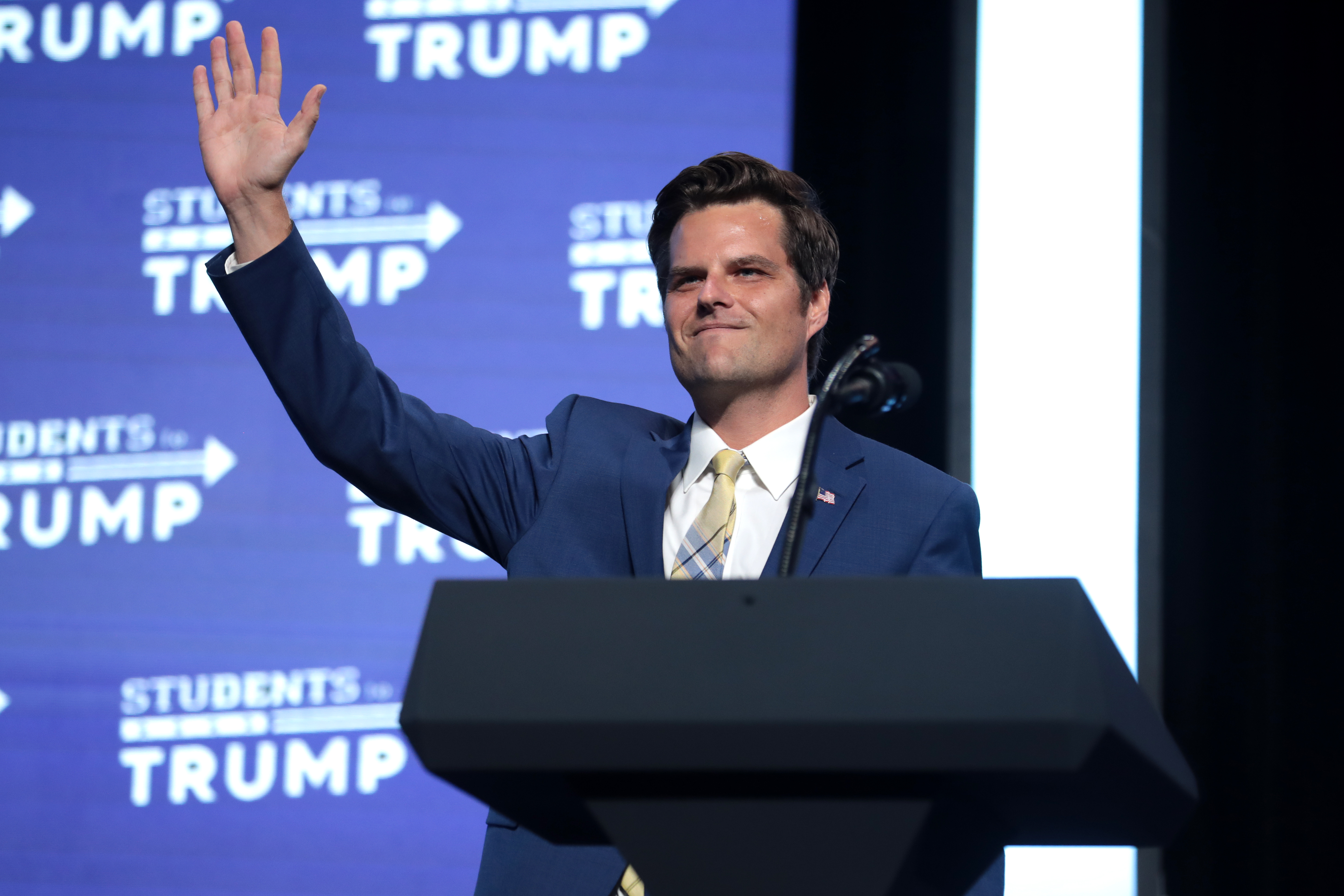
Gaetz parla ad un evento di Donald Trump nel giugno 2020. Il logo "Students for Trump" decora lo sfondo

Il 23 febbraio 2017, preoccupato che i manifestanti interrompessero una riunione nel municipio a Pace, in Florida, ha stampato parte del suo discorso su lavagne giganti che avrebbe tenuto in mano se non fosse stato in grado di parlare. Gaetz è arrivato con 30 minuti di ritardo alla riunione, mentre almeno 500 elettori si erano accalcati in una sala da bowling. Durante l'incontro, è stato interrogato sul suo rapporto con Trump, sulla sua posizione sull'abrogazione dell'Affordable Care Act e sulla sua proposta di abolire l'Environmental Protection Agency. Ha detto che Trump dovrebbe pubblicare le sue dichiarazioni dei redditi, ma si è fermato prima di dire che il Congresso avrebbe dovuto citarli in giudizio.
Nell'aprile 2018, Politico ha definito Gaetz "uno dei difensori più entusiasti del presidente Trump nei notiziari via cavo" e un "orgoglioso protetto di Trump". Aaron Blake del Washington Post lo ha definito uno dei "membri più controversi" del Congresso e uno che si è "sfacciatamente allineato con Trump praticamente su tutte le cose".
Nel maggio 2018, Gaetz è stato uno dei 18 repubblicani alla Camera a votare per nominare Trump per il Premio Nobel per la pace per il suo ruolo nei colloqui di pace con la Corea del Nord.
Apparendo su The View nel febbraio 2020, poco prima che il socio di Trump Roger Stone fosse condannato, Gaetz ha detto che avrebbe sostenuto la grazia per Stone.
Gaetz è membro della commissione Giustizia della Camera, ma non delle commissioni di intelligence, affari esteri o di supervisione e riforma, e quindi non gli è stato permesso di partecipare alla deposizione a porte chiuse dei legislatori dell'ex aiutante della Casa Bianca per la Russia Fiona Hill nell'ottobre 2019. Ha detto ai giornalisti che, dal momento che la sua commissione sovrintende all’impeachment, gli avrebbe dovuto essere permesso di prendere parte alle deposizioni relative all’inchiesta sull’impeachment di Trump.
Il 6 aprile, il New York Times ha riferito che durante le ultime settimane della presidenza di Trump, Gaetz ha chiesto privatamente alla Casa Bianca la grazia totale per sé e per alcuni sconosciuti alleati del Congresso per eventuali crimini che potrebbero aver commesso. Secondo quanto riferito, la Casa Bianca non ha mai preso seriamente in considerazione la richiesta, perché è stato deciso che la concessione della grazia preventiva avrebbe costituito un brutto precedente. Il Times ha anche riferito che gli assistenti avevano informato Trump della richiesta. Il 7 aprile Trump ha negato che Gaetz gli avesse chiesto la grazia e ha osservato che Gaetz "ha negato totalmente le accuse contro di lui". L'8 aprile, è stato rivelato che Trump avrebbe voluto difendere Gaetz, ma che i suoi consiglieri lo hanno dissuaso dal farlo a causa della gravità delle accuse.

### Primo impeachment di Donald Trump
Nell'ottobre 2019, Gaetz ha organizzato un "assalto" a una struttura informativa a compartimenti sensibili a Capitol Hill da parte di circa due dozzine di membri del Congresso repubblicani, tra cui il capo della minoranza alla Camera Steve Scalise, nel tentativo di assistere e ascoltare la deposizione di un funzionario del Pentagono durante l'udienza sull'inchiesta di impeachment contro Trump. I telefoni cellulari e altri dispositivi dei membri del Congresso mettono a rischio la struttura protetta e la sicurezza nazionale degli Stati Uniti.
Un membro del comitato ha detto: "È stata la cosa più vicina che ho visto da queste parti ai disordini civili di massa come membro del Congresso". Il presidente del Comitato per la Sicurezza Nazionale della Camera, Bennie Thompson del Mississippi, scrisse al sergente d'armi della Camera riguardo a Gaetz e altri, chiedendogli di agire riguardo alla loro "violazione senza precedenti della sicurezza". Il senatore americano della Carolina del Sud, Lindsey Graham, ha ammonito i membri della Camera, definendoli "pazzi" per aver fatto una "corsa allo SCIF". Jim Jordan, rappresentante dell'Ohio, ha detto: "I membri ce l'hanno appena fatta e vogliono essere in grado di vedere e rappresentare i loro elettori e scoprire cosa sta succedendo". Il giorno dopo, Jordan è apparso su Fox News per giustificare l'intrusione, dicendo del presidente del comitato: "Adam Schiff sta portando avanti questo processo ingiusto e partigiano in segreto e i nostri membri alla fine hanno detto: 'Basta'. Così frustrati, hanno raggiunto un punto di ebollizione e questi ragazzi sono entrati e hanno detto che vogliamo sapere cosa sta succedendo". Nel 116º Congresso, Nancy Pelosi, che è membro d'ufficio del comitato, nominò Schiff e 12 membri democratici del Comitato Intelligence della Camera. Il leader della minoranza alla Camera Kevin McCarthy, anche lui membro ex officio, ha nominato nel comitato Devin Nunes e altri otto repubblicani. Ciascuna parte ha avuto lo stesso tempo per interrogare i testimoni. L'interruzione ha ritardato di molte ore la testimonianza del vice segretario aggiunto alla difesa Laura Cooper.

### Secondo impeachment di Donald Trump
Il 7 gennaio 2021, dopo che i sostenitori di Trump hanno fatto irruzione nel Campidoglio degli Stati Uniti, ha falsamente incolpato gli Antifa per l'attacco, suggerendo che i rivoltosi si stavano "mascherando da sostenitori di Trump".
Joel Valdez, un assistente senior alle comunicazioni di Gaetz, ha pubblicato un video su Parler ore prima dell'assalto al Campidoglio con la didascalia "Dall'alto degli edifici degli uffici del Campidoglio, TI SENTIAMO FORTE E CHIARO! #StopTheSteal". Gaetz ha votato contro il secondo impeachment di Donald Trump.

### Sostegno all'impeachment del presidente Biden e del segretario Mayorkas
Gaetz ha co-sponsorizzato una risoluzione di Andy Biggs per mettere sotto accusa il segretario alla sicurezza interna Alejandro Mayorkas nell'agosto 2021. Sempre nello stesso mese, Gaetz ha co-sponsorizzato una risoluzione della rappresentante Marjorie Taylor Greene per mettere sotto accusa il presidente Biden. Nel settembre 2022, ha definito l'impeachment di Biden una "priorità". Ha espresso la convinzione che molti repubblicani al Congresso fossero riluttanti a mettere sotto accusa Biden, ma che gli elettori repubblicani si sarebbero sentiti "traditi" se non lo avessero fatto. Molto presto nel 118º Congresso, Gaetz ha co-sponsorizzato un'altra risoluzione per l'impeachment di Mayorkas. Nel maggio 2023, Gaetz ha co-sponsorizzato le risoluzioni di Marjorie Taylor Greene per mettere sotto accusa Biden e Mayorkas.
Durante una videoconferenza su invito moderata da Steve Bannon, pochi giorni dopo l'apertura di un'inchiesta sull'impeachment di Biden nel settembre 2023, Gaetz ha denunciato il tentativo di impeachment come una trovata politica. Gaetz ha detto: "Non credo che stiamo cercando di ottenere un legittimo impeachment di Joe Biden... Penso che sia per il gusto di avere un'altra cosa negativa da dire su Joe Biden".